# De vuurzuil
De vuurzuil is een hoorspel van Erasmus Schöfer. Der Pikadon. Dialoge um ein Leben in Hiroshima werd op 25 januari 1964 door de Westdeutscher Rundfunk uitgezonden. Paul Vroom vertaalde het en de KRO zond het uit in het programma Dinsdagavondtheater van 9 januari 1968. De regisseur was Léon Povel, de muziek werd gebracht door Dick Visser. Het hoorspel duurde 72 minuten.

## Rolbezetting
- Paul Deen (Toshio Kado)
- Ida Bons (Kyoko, zijn verloofde)
- Els Buitendijk (Yasuko, haar zusje)
- Harry Bronk (Kenji, bewaker)
- Huib Orizand (Morimoto, rechter van instructie)
- Paul van der Lek (Hirata, verdediger)
- Wim Grelinger (Mishima, oude leraar)
- Frans Somers (Thomson, Amerikaans arts)

## Inhoud
De Japanner Toshio Kado heeft twee geliefde mensen zien sterven: zijn verloofde stierf in de doodsbliksem van de atoombom, zijn zuster bezweek jaren later aan de gevolgen van ioniserende straling. Tado wil de geliefde meisjes in de dood volgen en beschuldigt zichzelf van roofmoord. Zijn oude leraar bezweert hem de waarheid te zeggen, omdat Kado voor een grote opgave staat…